# Juin 1876

## Événements
- Mémoire adressé à la Turquie et aux puissances garantes par le gouvernement de Bucarest réclamant la reconnaissance de « l'individualité de l'État roumain » et du nom de Roumanie;
- Constitution en Espagne établissant une monarchie parlementaire bicaméraliste (Sénat et Cortes) en vigueur jusqu’en 1923. Échec des Carlistes.

- 1er juin : ouverture du Military College of Canada, qui deviendra plus tard le Collège militaire royal du Canada.

- 7 juin (Allemagne) : formation du Deutschkonservative Partei (parti conservateur), rapprochement du Deutsche Reichpartei et du parti conservateur. Il obtient de 23 à 25 % des voix lors des élections au Reichstag.

- 25 juin : bataille de Little Big Horn aux États-Unis.

## Naissances
- 23 juin : William Melville Martin, premier ministre de la Saskatchewan.
- 26 juin : Louis Pastour, peintre et poète français († 6 décembre 1948).

## Décès
- 8 juin : George Sand, écrivain française, (° 1804).
- 25 juin : George Armstrong Custer, général américain (° 1839).
- 27 juin : Christian Gottfried Ehrenberg naturaliste, zoologiste allemand, (° 1795).